# Český znakový jazyk
Die Český znakový jazyk (ČZJ, Tschechische Gebärdensprache) ist die Gebärdensprache der Gehörlosengemeinschaft in Tschechien.
Sie entstand vermutlich um die Zeit der ersten Gehörlosenschule (Ústavu pro hluchoněmé v Praze) in Prag (Böhmen) 1786. Es war die fünfte Schule dieser Art in Europa, die 16 Jahre nach der ersten Schule für Gehörlose in Paris gegründet wurde. Bis 1989 herrschte in der Tschechischen Republik allerdings die oralistische Lehre vor, nach der Gehörlose das Lippenlesen lernen sollten.
Sie gehört zur Familie der Französischen Gebärdensprachen. Trotz der Ähnlichkeit des gesprochenen Tschechisch und Slowakisch ist sie der Slowakischen Gebärdensprache nicht besonders ähnlich.
Am 11. Juni 1998  wurde die Sprache offiziell in Tschechien anerkannt.